# 廿日岩信次
廿日岩信次（はつかいわ しんじ、1953年5月12日 - ）は、日本の財務官僚、司法書士。関東信越国税不服審判所長、社団法人金融先物取引業協会事務局長などを歴任。

## 来歴
京都府京都市出身。京都市立塔南高等学校卒業。京都大学法学部を受験するも失敗。2年間、右京社会保険事務所に勤めた後、滋賀大学経済学部経済学科に入学する。滋賀大学経済学部経済学科卒業。1978年 大蔵省入省（証券局総務課）。1980年1月 証券局業務課。1983年7月 中津川税務署長。1995年6月 沖縄開発庁振興局振興総務課長。2000年7月 近畿財務局総務部長。2003年8月 関東財務局総務部長。2004年6月 関東財務局金融安定監理官。2005年7月 中国財務局長。2006年8月 独立行政法人農林漁業信用基金理事。2008年4月 関東信越国税不服審判所長。2009年4月 社団法人金融先物取引業協会事務局長（2011年3月まで）。同年8月 石油天然ガス・金属鉱物資源機構監事。2015年11月 司法書士試験合格。2023年11月 瑞宝中綬章受章。

## 略歴
- 1978年4月：大蔵省入省（証券局総務課）[4]。
- 1980年1月：証券局業務課[4]。
- 1980年9月：大臣官房調査企画課[4]。
- 1981年7月：銀行局特別金融課特別銀行係長[5][4]。
- 1983年7月：中津川税務署長[4]。
- 1984年7月：公正取引委員会事務局経済部調整課長補佐。
- 1986年6月：理財局国有財産第一課長補佐。
- 1988年6月：理財局付（外務研修）。
- 1989年5月：外務省在インドネシア大使館一等書記官。
- 1992年7月：大臣官房地方課長補佐。
- 1993年7月：大阪国税局査察部長。
- 1995年6月：沖縄開発庁振興局振興総務課長。
- 1997年7月：関東財務局理財部長。
- 1998年6月：内閣官房内閣調査官（経済部門）。
- 2000年7月：近畿財務局総務部長。
- 2002年7月：東京財務事務所長。
- 2003年8月：関東財務局総務部長。
- 2004年6月：関東財務局金融安定監理官。
- 2005年7月：中国財務局長。
- 2006年8月：独立行政法人農林漁業信用基金理事。
- 2008年4月：関東信越国税不服審判所長。
- 2015年11月：司法書士試験合格[6]。
- 2023年11月：瑞宝中綬章受章[7]。